# Mantella milotympanum
Espèce
Synonymes
- Mantella aurantiaca milotympanum Staniszewski, 1996

Statut de conservation UICN

 CR B2ab(iii) : 
En danger critique
Statut CITES
Mantella milotympanum est une espèce d'amphibiens de la famille des Mantellidae.

## Répartition
Cette espèce est endémique de Madagascar. Elle se rencontre entre 900 et 1 000 m d'altitude dans une petite zone d'environ 10 km2 à mi-chemin entre Tananarive et Tamatave,.

## Publication originale
- Staniszewski, 1996 : Mantellas in captivity. Reptilian, vol. 4, p. 17-26.